# Maxuella Lisowa-Mbaka
Maxuella Lisowa-Mbaka (Fleurus, 14 mei 2001) is een Belgisch basketbalspeelster. Ze speelt sinds 2024 als forward bij het Spaanse Araski AES. Sinds 2022 is ze actief voor het Belgisch nationaal basketbalteam, de Belgian Cats, en had in juni 2024 34 selecties bij de nationale ploeg.
Dochter van een basketbalspeelster, speelde ze reeds als kind in basketbalclubs in Baulet, Fleurus en Monceau-sur-Sambre.
Ze debuteerde bij de Belgian Cats in 2022 op het World Cup Qualifying Tournament in Washington D.C.. en was bij de 2022 FIBA World Championships in Sydney toen ze daar vijfde werden, bij EuroBasket 2023 in Ljubljana toen de Cats goud behaalden en op de Olympische Spelen Parijs 2024.

## Palmares
Entente sportive Basket de Villeneuve-d'Ascq - Lille Métropole
- 2024 Frans basketkampioenschap voor vrouwen

 Belgian Cats
- 2023  Europees kampioenschap
- 2025  Europees kampioenschap